# Muko Kuthang
Muko Kuthang is een bestuurslaag in het regentschap Pidie Jaya van de provincie Atjeh, Indonesië. Muko Kuthang telt 954 inwoners (volkstelling 2010).